# Hanna Jäger
Hanna Jäger (* 1927 in Crailsheim; † 2014 in Lübeck) war eine deutsche Malerin, Licht- und Installationskünstlerin.

## Leben

### Familie
Hanna Jäger war seit 1956 mit dem Maler und Kunsterzieher Johannes Jäger (* 1930 in Flensburg) verheiratet und lebte seitdem in Lübeck; gemeinsam hatten sie zwei Kinder.

### Werdegang
Hanna Jäger kam durch ihren Vater, einen Zeichenlehrer, bereits früh zur Kunst.
Sie studierte von 1947 bis 1953 bei Manfred Henninger und Hans Meid Malerei und Freie Grafik an der Akademie der Bildenden Künste Stuttgart; hierbei entstanden um 1950 herum bereits als erste Arbeiten Mädchenporträts und Märchenillustrationen. Bei Gerhard Gollwitzer legte sie ihr Staatsexamen für Kunsterziehung ab, und nach ihrer Referendariatszeit unterrichtete sie von 1955 bis 1957 als Kunsterzieherin in Plön sowie am Kieler Käthe-Kollwitz-Gymnasium.
Nach ihrer Hochzeit und während der Erziehung ihrer beiden Kinder konnte sie nur eingeschränkt arbeiten, sodass sie erst 1968 begann, freischaffend in Lübeck einen künstlerischen Neuanfang zu beginnen. Ihre ersten Werke waren schwarz-weiße Mobiles aus Plexiglas, deren zeichnerischer Entwurf den Ton der folgenden Zeichnungen bereits spielerisch anschlug: Licht und Schatten, Nachbildung des dunklen Lichts, die Ausgangsfarben schwarz und weiß.
Kurz darauf begann sie auch mit ihren Wetterkarten-Zeichnungen  als Tagebuchnotizen, die das Wetter zwar meinten, aber auch Stimmungen sein konnten; auf schon mit Meteorologensprache bedrucktem Papier, bei denen sie zum Schluss der Reihe zum Buntstift griff. Sie entwickelte hierbei zwangsläufig eine Technik, bei der sie jederzeit unterbrechen konnte, um für die Familie da zu sein. Die spürbare Verfestigung ihrer Zeichenstrukturen erklärte sich aus dem damaligen Lebensinhalt, die immer gleichbleibende Struktur als Lebenshilfe.
1971 entstanden bei einem Kurzaufenthalt in Dänemark Blätter der Liskula-Reihe, indem sie mit einem Faserstift eine Art Totenlandschaft erstellte, das letzte Blatt wurde dann mit dem Messer verletzt, Teil der formalen Struktur ist deren Zerstörung.
1971 und 1972 fertigte sie ihre Rundbilder, deren Montagen mit Silber- und Siebdruckpapier beziehungsweise Collagen waren. Ab 1975 zeichnete sie die Reihe Flugbilder, in denen Blicke aus dem Kabinenfenster eines Flugzeuges zu sehen sind, darauf folgten von 1977 bis 1979 Landschaften und ab 1979 begann die Farbe auf den Blättern aus Lanzarote eine Rolle zu spielen.
Von 1978 bis 1980 erstellte sie ihre Skripturalen Blätter, nach Gedichten unter anderem von Klaus Rainer Goll, Lese- und Denkbilder, bei denen der Text das Denken anstößt und es zum Bild deuten führt.
Seit den 1980er Jahren entstanden Bilder, zumeist auf dem Fußboden, in einem offenen Prozess, mit sich überlagernden Strukturen, so entstand die Serie Berrit aus Federzeichnungen und Kohle.
Ihre Horizontbilder ziehen sich durch ihr ganzes Werk, in allen möglichen Tonabstufungen zwischen Schwarz und Weiß, mit vielen kleinen Federstrichen, schichtweise übereinander, die ihre innere Landschaft, innere Zustandsbilder, darstellten.
1987 arbeitete sie als Landestipendiatin in den USA, unter anderem zwei Monate am Institute of Art in Minneapolis, wo sie sich für die Integrierung von Schwarzlicht, Neonröhren und Leuchtmalerei interessierte, weiter hielt sie sich noch in Chicago und New York auf. Anschließend erfand sie sich als Neonkünstlerin neu, die mithilfe von Kunstlicht Lichtkunst erschuf. 1992 war sie noch einmal in Minneapolis am Institute of Art; 1995 in Seattle am Pilchuk Glass School in der Neon-Klasse bei Cork Marcheschi (* 1945) und 1999 war ihr vierter Aufenthalt erneut in den USA in Chicago.
Eines ihrer letzten Werke endete 2009 mit Wort ENDE aus Neonbuchstaben geformt auf einem Holzobjekt (Werk-Nr., 843 im Werkverzeichnis); ihr Werkverzeichnis unter dem Titel Something is always happening, nach John Cage, das zu einer Retrospektive in der Stadtgalerie im Elbeforum Brunsbüttel 1947–2009 entstanden war, listete ein Gesamtwerk von 871 einzelnen Werken auf.
Seit 1975 waren ihr verschiedene Einzelausstellungen gewidmet worden; zusätzlich stellte sie ihre Werke auf verschiedenen Gruppenausstellungen im In- und Ausland aus.

### Künstlerisches Wirken
Die künstlerische Position von Hanna Jäger war geprägt durch die Erfahrungen mit Action Painting und Informel, wobei es nicht um abbildhafte Wirklichkeit, sondern um den Arbeitsprozess als solchen ging. Der Betrachter ihrer Arbeit sollte die Aktion, die zeichnerische Geste nachvollziehen können. Sie gliederte ihren Bildraum rhythmisch, ohne sich einem Perspektivsystem zu verpflichten, dadurch blieb er offen und bezog den Betrachter mit ein.

### Einzelausstellungen (Auswahl)
- 1975: Kunstverein Flensburg.
- 1980: Museum für Kunst- und Kulturgeschichte Lübeck.
- 1987: Kunstverein Bocholt.
- 1991/1992: Schleswig-Holsteinisches Landesmuseum Schloss Gottorf, Schleswig.
- 2003: Kunstmuseum Gelsenkirchen: Hanna Jäger – Farb-Licht.[5]
- 2004–2005: Kunsthalle Aschaffenburg: Hanna Jäger – Licht im Dunkeln.[6]
- 2009: Stadtgalerie im Elbeforum[7], Brunsbüttel: Hanna Jäger Something is always happening / etwas geschieht immer (John Cage).[8]

### Gruppenausstellungen (Auswahl)
- Seit 1970 mit nur wenigen Ausnahmen Teilnahme an allen Landesschauen Schleswig-Holsteinischer Künstler.
- Seit 1977 Teilnahme an einer Vielzahl von Gruppenausstellungen, unter anderem in:
  - Oslo.
  - Kiel.
  - Stettin.
  - Bonn.
  - Bremen.

### Mitgliedschaften (Auswahl)
- Hanna Jäger war Mitglied im Bundesverband Bildender Künstlerinnen und Künstler.
- Sie war Mitglied der Gemeinschaft der Lübecker Künstler.[9]
- Es bestand eine Mitgliedschaft im Künstlerinnenverein GEDOK.

### Ehrungen und Auszeichnungen (Auswahl)
- 1985 erhielt Hanna Jäger die Schleswig-Holstein-Medaille.
- 1991 wurde ihr der Kunstpreis der Schleswig-Holstein-Wirtschaft zuerkannt: Hanna Jäger erhält diesen Preis für die künstlerische Qualität ihres von Innovationskraft und Konsequenz in der Entwicklung geprägten Werkes, das weit über die Grenzen des Landes hinaus Beachtung findet.[10]

## Werke (Auswahl)
- Schleswig-Holsteinisches Landesmuseum Schloss Gottorf, Schleswig.
- Kunsthalle zu Kiel.
- Museum für Kunst- und Kulturgeschichte Lübeck.
- Kommune Trelleborg.
- Kulturamt Lübeck.
- Kunst am Bau im Freizeitheim Bad Schwartau.
- Zuwachs an Kenntnis ist Zuwachs an Unruhe (Johann Wolfgang von Goethe Dichtung und Wahrheit, Band II/8), 1997. Neoninstallation an der Fachhochschule Lübeck.
- Sparkassenstiftung Schleswig-Holstein, Kiel.[11]